# Doppelfunktionale Maßnahme
Unter einer doppelfunktionalen Maßnahme versteht man in Deutschland nach einer Ansicht eine Maßnahme der Polizei, für die es sowohl in der Strafprozessordnung (StPO) als auch im Polizeirecht eine Rechtsgrundlage gibt. Nach einer weitergehenden Ansicht ist doppelfunktional bereits eine polizeiliche Maßnahme, die „sowohl der Strafverfolgung als auch der Gefahrenabwehr“ dient, also „bei der die Polizei mit jeweils selbstständiger präventiver und repressiver Zielsetzung tätig“ wird.

## Allgemeines
Eine Maßnahme wird von der Vollzugspolizei unter anderem dann durchgeführt, wenn Personen gegen Rechtsnormen (beispielsweise das Strafgesetzbuch) verstoßen haben oder wenn dies oder eine andere Gefahr drohen. Die Vollzugspolizei ist also in zwei Aufgabenbereichen tätig. Zum einen obliegt ihr [neben der allgemeinen Verwaltungsbehörde] die Gefahrenabwehr. Diese Aufgabe ergibt sich für die Polizeien des Bundes aus dem Bundespolizeigesetz (BPolG) sowie dem Bundeskriminalamtgesetz (BKAG), für die Landespolizeien nach dem Landes-Polizeirecht also dem jeweiligen Landespolizeigesetz bzw. Polizeiaufgabengesetz des Landes. Zum anderen ist die Vollzugspolizei für Maßnahmen in Rahmen der Strafverfolgung zuständig. Diese Aufgabe hat sie gemäß § 161 Abs. 1 S. 2 Strafprozessordnung (StPO) auf Ersuchen der Staatsanwaltschaft und nach § 163 Abs. 1 S. 1 StPO als eigene Aufgabe.
In der Regel erfolgt mit der Maßnahme ein Eingriff in die Grundrechte einer Person. Zur Durchführung bedarf die Polizei einer Befugnis, der so genannten Eingriffsermächtigung, welche es ihr gestattet, aufgrund eines Gesetzes in die Rechte der Person (beispielsweise das Recht auf Freiheit der Person) einzugreifen.
Bestehen für den Grundrechtseingriff zwei Rechtsgrundlagen – eine (regelmäßig aufgrund des Polizeirechts) zur Gefahrenabwehr und die andere (regelmäßig aufgrund der Strafprozessordnung) zur Strafverfolgung – so kann die Vollzugspolizei mit einer einzigen Maßnahme (siehe unter Beispiele) sowohl eine Gefahr unterbinden als auch die Strafverfolgung einleiten oder weiter betreiben. In diesem Fall spricht man von einer doppelfunktionalen Maßnahme.

## Beispiele
- Ein gefälschter Ausweis wird von der Polizei sowohl zur Gefahrenabwehr (damit die Person ihn nicht mehr verwenden kann) als auch vorläufig zur Strafverfolgung sichergestellt (zur Beweismittelsicherung oder zur Einziehung).
- Ein potentieller Entführer wird vernommen, um das vermutlich noch lebende Opfer zu finden. Hier soll einerseits das Leben des Opfers gerettet werden (Gefahrenabwehr) andererseits auch eine Straftat aufgeklärt werden (Auffinden eines Zeugen).
- Die Telekommunikationsüberwachung zu Zwecken der Strafverfolgung und zur Gefahrenabwehr werfen vor allem bei einer zweckändernden Verwendung von personenbezogenen Daten besondere Probleme auf.[6]

## Abgrenzung der Rechtsgrundlagen
In der Rechtswissenschaft ist umstritten, wie die im Einzelfall einschlägige Rechtsgrundlage zu ermitteln ist. Die Abgrenzung ist insbesondere von Bedeutung für das anwendbare Verfahrensrecht und den Rechtsschutz. Eine präventive Maßnahme folgt den Regeln des Verwaltungsrechts, die gemäß § 2  Abs. 2 Nr. 2 VwVfG auf die Strafverfolgung nicht anwendbar sind. Gegen präventive Maßnahmen ist grundsätzlich der Rechtsweg zu den Verwaltungsgerichten eröffnet (§ 40 Abs. 1 S. 1 VwGO). Geht es um die Überprüfung einer repressiven Maßnahme, die ein Justizverwaltungsakt ist, wird die Rechtmäßigkeit von den  ordentlichen Gerichten überprüft (§ 23 Abs. 1 EGGVG).
Es gibt auch Meinungen, die die Notwendigkeit einer Abgrenzung ganz verneinen, die Voraussetzungen beider Rechtsgrundlagen fordern oder andere Lösungswege aufzeigen.
Nach dem Bundesgerichtshof (BGH) sei die Maßnahme jeweils an allen in Frage kommenden Rechtsgrundlagen zu messen. Ob die auf präventiv-polizeilicher Grundlage gewonnene Beweise später im Strafverfahren verwendet werden dürfen, bestimme sich nicht allein nach der Rechtmäßigkeit nach polizeilichem Gefahrenabwehrrecht/Polizeirecht, sondern nach § 161 Abs. 2 Satz 1 StPO. Dabei können nach dem Bundesverwaltungsgericht (BVerwG) auch in der StPO geregelte Maßnahmen solche der Gefahrenabwehr sein.
Der eröffnete Rechtsweg richtet sich nach herrschender Meinung nach dem Schwerpunkt bzw. „Gesamteindruck“ der Maßnahme. Liege der Schwerpunkt in der Verhinderung zukünftiger oder gegenwärtiger Gefahren – insbesondere künftiger Straftaten oder Ordnungswidrigkeiten – (präventiver Bereich), sei der Verwaltungsrechtsweg gemäß § 40 VwGO eröffnet, liege er im Bereich der Bekämpfung bereits begangener Taten und Vorbereitung zukünftiger Bestrafung (repressiver Bereich), so sei gemäß § 23 EGGVG der ordentliche Rechtsweg eröffnet. Dabei können nach jeweils vertretenen Ansichten verschiedene Aspekte berücksichtigt werden, beispielsweise die kundgegebene Zielrichtung der Polizei bei Vornahme der Maßnahme (repressiv oder präventiv), die Betrachtung des Geschehens vom Standpunkt eines objektiven Beobachters aus oder auch vom Standpunkt des Betroffenen selbst. Nach dem Sächsischen Oberverwaltungsgericht sei maßgeblich, „wie sich der konkrete Lebenssachverhalt einem verständigen Bürger in der Lage des Betroffenen bei natürlicher Betrachtungsweise“ darstelle. Sofern dies aus Sicht des Betroffenen nicht zweifelsfrei zu erkennen sei, soll dem Betroffenen nach dem Niedersächsischen Oberverwaltungsgericht der Verwaltungsrechtsweg freistehen, sofern „(zumindest auch) eine präventiv polizeiliche Rechtsgrundlage in Betracht“ gekommen sei.

## Gesetzgebungskompetenz
Für doppelfunktionale Maßnahmen ohne eindeutigen Schwerpunkt des verfolgten Zwecks bei Gefahrenabwehr oder Strafverfolgung soll der Gesetzgeber nach dem Bundesverfassungsgericht (BVerfG) einen Spielraum haben, so dass diese sowohl durch den Bundes- oder den Landesgesetzgeber im Rahmen von dessen Gesetzgebungskompetenz geregelt werden können.

## Gegenüberstellung von Eingriffsbefugnissen
Beispielhaft einige Rechtsnormen, welche der Polizei das Einschreiten gegen Personen ermöglicht, sowie deren Gegenüberstellung im Bereich der Strafverfolgung und der Gefahrenabwehr.

### Generalermittlungsklauseln
§ 163 Abs. 1 StPO erlaubt der Polizei zur Verfolgung von Straftaten folgendes:
Die Behörden und Beamten des Polizeidienstes haben Straftaten zu erforschen und alle keinen Aufschub gestattenden Anordnungen zu treffen, um die Verdunkelung der Sache zu verhüten. Zu diesem Zweck sind sie befugt, alle Behörden um Auskunft zu ersuchen, bei Gefahr im Verzug auch, die Auskunft zu verlangen, sowie Ermittlungen jeder Art vorzunehmen, soweit nicht andere gesetzliche Vorschriften ihre Befugnisse besonders regeln.
Art. 11 Abs. 1 des Bayerischen Polizeiaufgabengesetzes (PAG) erklärt (beispielhaft für andere Polizeigesetze):
Die Polizei kann die notwendigen Maßnahmen treffen, um eine im einzelnen Fall bestehende Gefahr für die öffentliche Sicherheit oder Ordnung (Gefahr) abzuwehren, soweit nicht die Art. 12 bis 65 die Befugnisse der Polizei besonders regeln.

### Identitätsfeststellung
Eine Person kann von der Polizei nach § 163b Abs. 1 StPO nach ihren Personalien befragt werden:
Ist jemand einer Straftat verdächtig, so können die Staatsanwaltschaft und die Beamten des Polizeidienstes die zur Feststellung seiner Identität erforderlichen Maßnahmen treffen; § 163a Abs. 4 Satz 1 gilt entsprechend. Der Verdächtige darf festgehalten werden, wenn die Identität sonst nicht oder nur unter erheblichen Schwierigkeiten festgestellt werden kann. Unter den Voraussetzungen von Satz 2 sind auch die Durchsuchung der Person des Verdächtigen und der von ihm mitgeführten Sachen sowie die Durchführung erkennungsdienstlicher Maßnahmen zulässig.
Zur Abwehr einer Gefahr ist die Identitätsfeststellung auch nach Art. 13 Abs. 1 des Bayerischen Polizeiaufgabengesetzes möglich:
Die Polizei kann die Identität einer Person feststellen
1. zur Abwehr einer Gefahr,
2. wenn die Person sich an einem Ort aufhält,
a) von dem auf Grund tatsächlicher Anhaltspunkte anzunehmen ist, daß dort
aa) Personen Straftaten verabreden, vorbereiten oder verüben,
bb) sich Personen ohne erforderliche Aufenthaltserlaubnis treffen, oder
cc) sich Straftäter verbergen, oder
b) an dem Personen der Prostitution nachgehen,
3. wenn sie sich in einer Verkehrs- oder Versorgungsanlage oder -einrichtung, einem öffentlichen Verkehrsmittel, Amtsgebäude oder einem anderen besonders gefährdeten Objekt oder in unmittelbarer Nähe hiervon aufhält und Tatsachen die Annahme rechtfertigen, daß in oder an Objekten dieser Art Straftaten begangen werden sollen, durch die in oder an diesen Objekten befindliche Personen oder diese Objekte selbst unmittelbar gefährdet sind,
4. an einer Kontrollstelle, die von der Polizei eingerichtet worden ist, um Straftaten im Sinn von § 100a der StPO oder § 27 des Versammlungsgesetzes zu verhindern,
5. im Grenzgebiet bis zu einer Tiefe von 30 km sowie auf Durchgangsstraßen (Bundesautobahnen, Europastraßen und andere Straßen von erheblicher Bedeutung für den grenzüberschreitenden Verkehr) und in öffentlichen Einrichtungen des internationalen Verkehrs zur Verhütung oder Unterbindung der unerlaubten Überschreitung der Landesgrenze oder des unerlaubten Aufenthalts und zur Bekämpfung der grenzüberschreitenden Kriminalität oder
6. zum Schutz privater Rechte.

### Sicherstellung
§ 94 Abs. 1 der Strafprozessordnung erlaubt die Sicherstellung in folgenden Fällen:
Gegenstände, die als Beweismittel für die Untersuchung von Bedeutung sein können, sind in Verwahrung zu nehmen oder in anderer Weise sicherzustellen.
Das Bayerische Polizeiaufgabengesetz beschreibt in Art. 25 die Sicherstellung wie folgt:
Die Polizei kann eine Sache sicherstellen
1. um eine gegenwärtige Gefahr abzuwehren,
2. um den Eigentümer oder den rechtmäßigen Inhaber der tatsächlichen Gewalt vor Verlust oder Beschädigung einer Sache zu schützen, oder
3. wenn sie von einer Person mitgeführt wird, die nach diesem Gesetz oder anderen Rechtsvorschriften festgehalten wird, und diese Person die Sache verwenden kann, um
a) sich zu töten oder zu verletzen,
b) Leben oder Gesundheit anderer zu schädigen,
c) fremde Sachen zu beschädigen oder
d) sich oder anderen die Flucht zu ermöglichen oder zu erleichtern.